# Hrafnkell Birgisson
Hrafnkell Birgisson, född 1969, är en isländsk designer.
Hrafnkell Birgisson är bosatt och verksam i Berlin och har arbetat med grafisk design, möbler och inredning. Bland hans verk märks Sleep & Go hotel från 1997, en flyttbar bostad och Homobile från 1999, en kombinerad förvarings- och sittmöbel.